# Sällskapet Gustavianerna
Sällskapet Gustavianerna grundades 1989, av tre stockholmsbor; Eugéne Udeborn, Margareta Sherdin Wennberg och Lars Rosenberg.
Sällskapet är opolitiskt i modern mening och vill lära sig så mycket som möjligt av tiden kring 1700-talet och då framför allt den gustavianska eran. Föreningen är ett kostymsällskap, vilket innebär att man bär 1700-talskostym då man träffas och har möten. Nya medlemmar tas upp på förslag från någon som redan är medlem i sällskapet. Föreningens mål är att förkovra sig i 1700-talet, om än i munter ton, bland annat genom högtidlighållande av minnesdagar som den 29 mars, 6 juni, 22 juli, 19 augusti samt 24 januari.
Dessutom föreläser sällskapets medlemmar i ämnen som har med 1700-talet att göra i skolor, i samarbete med museer, TV och teatrar.
En av Gustavianernas grundare, Eugéne Udeborn, förklarade i en intervju i Expressen 1993 att sällskapet inte ägnade sig åt rollspel men att "när vi träffas väljer vi att koppla bort 1900-talet och vi talar i stället om företeelser som är knutna till 1700-talet. Vi har dansmästarinnor som lär oss 1700-talsdanser och vi samlas för högläsning och kortspel".